# 島田記者事件
島田記者事件（しまだきしゃじけん）はジャーナリストの取材源の秘匿に絡む日本の事件、および訴訟。

## 概要
1977年6月24日付の『北海道新聞』朝刊に「保母が園児にせっかん？」という記事が掲載された。この記事の中で暴力行為をしたと書かれた主任保母（当時28歳）は、この記事はあたかも自分が園児に対し激しい暴行に及んだが如き印象を一般読者に与え、教育者としての信用及び名誉を著しく毀損されたとして北海道新聞社に対して謝罪広告の掲載と慰謝料の支払いを請求する訴訟を提起した。
それに対して北海道新聞社は「本件記事は伝聞形式の表現を用いているから、原告の信用、名誉を棄損する余地がない。仮に本件記事のうち原告の名誉を棄損する部分があったとしても、本件記事の内容は公共の利害に関連し、専ら公益を図る目的で出たものであってかつ全て真実の事柄であるから被告はこれにより不法行為責任を負わない。一歩譲って本件記事のうちに真実に沿わない部分があったとしても、被告は本件記事を掲載するにあたり、事前に十分な裏付取材を行っていたのであるから、被告はそれが真実であると信じるにつき相当な理由があった。」と主張した。1979年4月18日に札幌地方裁判所で本件記事の取材を担当した社会部記者の島田に対する証人尋問が行われ、被告以外の保育園職員3名と札幌北警察署の刑事2、3名から取材した旨の証言をしたが、取材先の氏名と住所と担当職務を明らかにすることを求めると島田は「民事訴訟法第281条第1項第3号にいう職業の秘密に関する事項に該当する」という理由で拒絶した。そのため、原告は証言拒絶の当否についての裁判を求めた。
1979年5月30日に札幌地裁は「民事訴訟法第281条第1項第3号にいう職業の秘密とは、それを公開しなければならないとすると、社会的に是認されている正当な職業の存立が危うくなったり事業活動が著しく困難になる性質のものをいう」「自由を図る社会的使命を負っている新聞記者の取材源はこれを公表しなければならないとすると将来における取材活動に困難を来すと考えられるから職業の秘密に該当すると解するのが相当」「民事訴訟においては当事者の権利の保護すなわち実体的真実に適合する公正な裁判の実現という制度目的が存しているわけであるから、職業の秘密を理由とする証言拒絶権にもその行使について一定の限界があり、その限界は証言拒絶を認めることによって一方当事者の立証の道を閉ざし、双方審尋主義に背反する極めて不公平な裁判を招来することになるか否かの観点から画されることになる」「本件では島田記者は取材先として被告以外の5名の保育園職員から3名と札幌北警察署の刑事2、3名と概括的範囲についてこれを明らかにする証言をしており、原告としては島田記者の証言を直接弾劾できないとしても同証言によって示唆された取材の相手が実在するか否か及びその内容を調査することなどによって島田記者の証言の信用性を弾劾する証拠を収集することは不可能ではないと解され、証人の証言拒絶によって一方当事者の反証の機会が全く奪われ、不公平な裁判を避けられないというような事案ではない」として原告の請求を棄却した。
この決定を不服として原告は抗告したが、札幌高等裁判所は1979年8月31日に「新聞記者側と情報提供側の間に取材源を絶対に公表しないという信頼関係があって初めて正確な情報が提供される」「取材源は職業の秘密にあたる」「証言拒絶権は公正な裁判の実現という要請から制約を受ける」と判断を示した上で制約の制度は「審理の対象である事件の重要性や取材源を明らかにすることの必要性と、明らかにすることが将来の取材の自由に及ぼす影響、報道の自由と比較衡量して判断すべき」との基準を踏まえた上で「概括的に取材源を明らかにしている点」などを考慮にいれて一審の決定を支持して抗告を棄却した。原告は最高裁判所に特別抗告した。
1980年3月8日に最高裁は特別抗告の理由が憲法違反の主張に当たらないため判断するまでもないとして法技術的に内容に立ち入らない形で抗告を退け、原告の請求棄却が確定した。